# Schau-ins-Land-Weg
Der Schau-ins-Land-Weg ist ein 97 Kilometer langer Fernwanderweg, der die ostwestfälische Stadt Bielefeld und die Ackerbürgerstadt Bevergern im Kreis Steinfurt verbindet.

## Verlauf

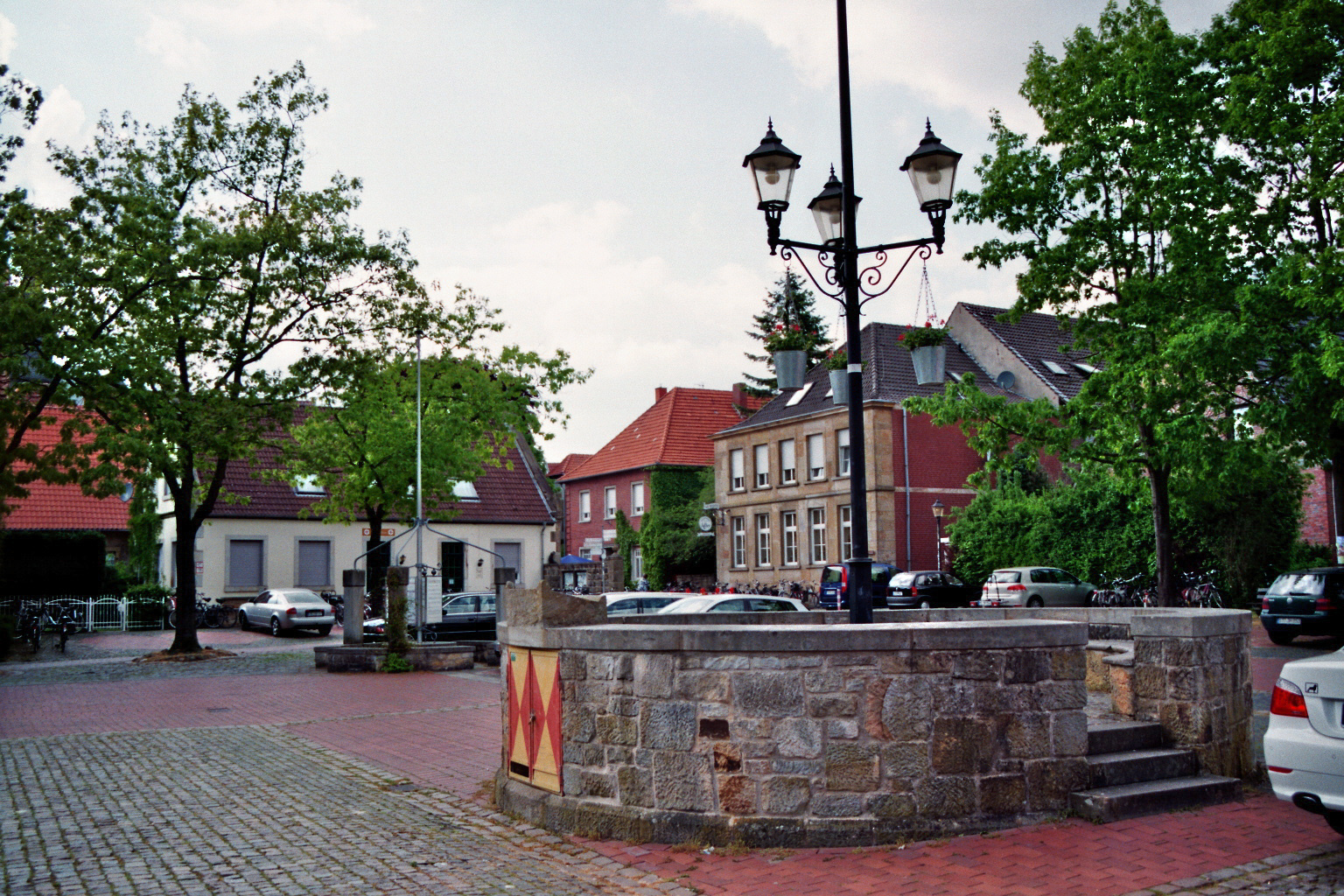
Start: Burgplatz in Bevergern

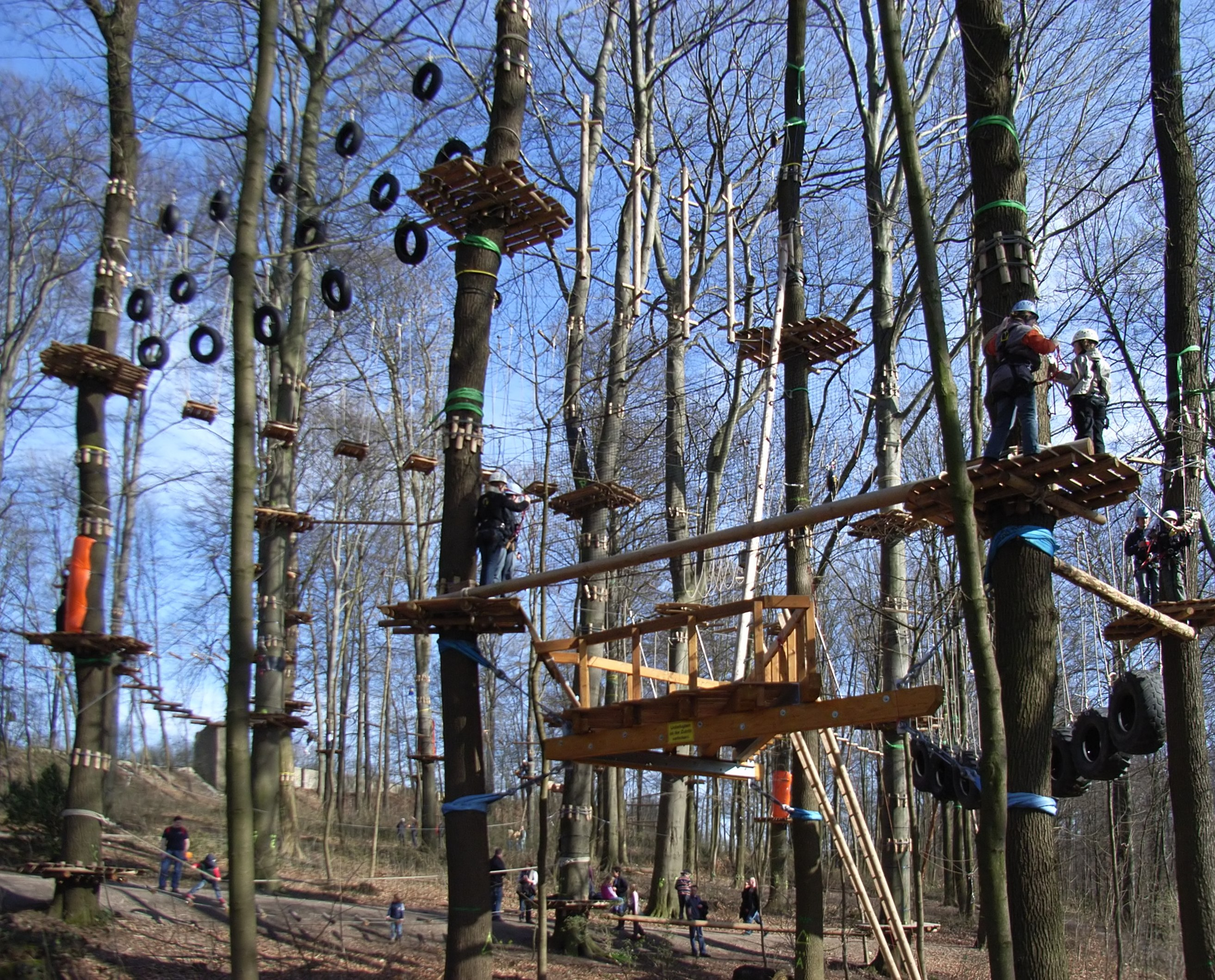
Ziel: Johannisberg in Bielefeld

Am Burgplatz im Hörsteler Ortsteil Bevergern () beginnend verläuft der Schau-ins-Land-Weg am Dortmund-Ems-Kanal entlang über Dörenthe, Brochterbeck und die Bundesautobahn 1 querend nach Georgsmarienhütte, weiter durch Hankenberge, Wellingholzhausen (Beutling), Borgholzhausen, Werther (Westf.) und Kirchdornberg zum Ziel auf dem Johannisberg in Bielefeld ().
Den Wanderer führt der Schau-ins-Land-Weg vom Tecklenburger Land in den Teutoburger Wald. Er ist eine beliebte Alternative zum parallel verlaufenden Hermannsweg, der als Kammweg über die Höhen des Teutoburger Waldes führt, während der „X25“ mit vielen schönen Ausblicken meist am Rande des Gebirgszugs verläuft.

### Kennzeichnung
Der Schau-ins-Land-Weg ist mit der Wegzeichen-Markierung  X  und – soweit zweckmäßig – mit der Wegnummer „25“ (  X25  ) gekennzeichnet.
Die Bezeichnung „25“ ist irrtümlich an die 24 vorhandenen Wanderwege des Westfälischen Heimatbundes angefügt worden, er gehört aber eindeutig zum Teutoburger-Wald-Verband.
Betreut wird der Schau-ins-Land-Weg durch die Mitglieder des Teutoburger-Wald-Vereins.

### Übergänge
- In Bevergern kreuzen der Hermannsweg (  H  ) (Rheine → Leopoldstal, 156 Kilometer) und der  X13  des Westfälischen Heimatbundes (Hopsten-Schale → Lüdinghausen, 126 Kilometer)
- In Hörstel-Riesenbeck besteht der Übergang zum  X7  des Westfälischen Heimatbundes (Gronau → Riesenbeck)
- In Brochterbeck kreuzen der Hermannsweg (  H  ) sowie der  X6  des Westfälischen Heimatbundes (Vreden → Tecklenburg, 111 Kilometer)
- In Hagen besteht der Übergang zum  X15  des Westfälischen Heimatbundes (Osnabrück → Hamm, 127 Kilometer)
- In Hilter kreuzt wieder der Hermannsweg (  H  )
- In Borgholzhausen kreuzt neben dem Hermannsweg (  H  ) auch der hier beginnende Sachsenweg (  S  ) nach Preußisch Oldendorf (41 Kilometer)
- In Werther bestehen Übergänge zum Hermannsweg (  H  ) und zum Talweg (  X8  , Werther → Bad Oeynhausen (50 Kilometer))
- In Bielefeld kreuzt wieder der Hermannsweg (  H  ) sowie der  X19  des Westfälischen Heimatbundes (Bielefeld → Münster, 85 Kilometer)

## Sehenswürdigkeiten (Auswahl)
- Altstadt von Bevergern
- In Riesenbeck die St.-Kalixtus-Kirche, deren romanischer Westturm mit seinem schwarzen Dach aus dem 12. Jahrhundert stammt, und die südwestlich von Riesenbeck liegende Surenburg
- In Hilter die Johannes-der-Täufer-Kirche sowie ein Aussichtsturm bei Borgloh
- Am Ziel in Bielefeld: Heimat-Tierpark Olderdissen, Hochseilgarten